# チェックタイム
『CHECK TIME』（チェックタイム）は、TOKYO MXの制作で、同局および三重テレビにて2012年4月2日より2013年3月29日まで平日朝に放送されていた情報ワイド番組のタイトル。

## 概要
東京で活躍する忙しい現代人に向けた情報番組で、朝一番の主要な全国・ローカルニュースのほか、トレンド・生活・芸能、TOKYO MXの番組情報などの様々な情報を提供。コンセプトは発見・発掘・発信の3つで、キャッチコピーは“都市型生活者のためのNEWS&情報エンタメ”。メインキャスターはタレントの八田亜矢子で。、東京・半蔵門のTOKYO MX第1スタジオから生放送。
平日の7:00-8:00（60分）で、番組後半（7:29-8:00）は三重テレビにも飛び乗りでネット（飛び乗りの際、八田が「7時29分になりました。ここからは三重テレビでもご覧頂いてます」と振り、画面右上にタイトルロゴと青文字の「三重テレビでも放送中」の表示が出る）。原則として年末年始を除き、祝日（2012年11月23日を除く）も含め毎日放送していた。
2013年3月29日をもって放送は終了。これで『白沢みきのモーニングTOKYO』以来14年間続いた朝の情報番組枠は、『モーニングCROSS』開始までの1年間中断され、三重テレビへの同時ネットも打ち切られた。この中断期間には代替として『TOKYO MX NEWS（朝刊版）』が放送され、本番組サブキャスターの村上幸司がメインキャスターに昇格、魚住咲恵（元岡山放送アナウンサー）とのコンビで出演していた。

## 放送時間・ネット局
| 放送対象地域 | 放送局                                      | 系列  | 放送時間               | 備考                                                            |
| ------------ | ------------------------------------------- | ----- | ---------------------- | --------------------------------------------------------------- |
| 東京都       | 東京メトロポリタンテレビジョン （TOKYO MX） | JAITS | 月曜〜金曜 7:00 - 8:00 | 『チェックタイム』制作局 2012年6月1日〜9月28日までは6:59 - 8:00 |
| 三重県       | 三重テレビ放送（MTV）                       | JAITS | 月曜〜金曜 7:29 - 8:00 | 071chのみ                                                       |

### TOKYO MXにおける放送時間の変遷
※放送は原則として月曜日〜金曜日。
| 放送時間    | 期間                         |
| ----------- | ---------------------------- |
| 7:00 - 8:00 | 2012年4月2日〜5月31日        |
| 6:59 - 8:00 | 2012年6月1日〜9月28日        |
| 7:00 - 8:00 | 2012年10月1日〜2013年3月29日 |

| 放送時間      | 期間                  | 放送チャンネル   |
| ------------- | --------------------- | ---------------- |
| 9:00 - 9:05   | 2012年4月2日〜9月28日 | 091ch、ワンセグ1 |
| 9:59 - 10:00  | 2012年4月2日〜9月28日 | 091ch、ワンセグ1 |
| 11:30 - 12:00 | 2012年4月2日〜9月28日 | 091ch、ワンセグ1 |

## 出演者

### メインキャスター
- 八田亜矢子

### サブキャスター
- 村上幸司（元テレビ愛媛アナウンサー）- 主にメインとなる7時台を担当。
- 波佐間崇晃（FM FUKUOKA契約パーソナリティー、元鹿児島讀賣テレビアナウンサー）- 主にお昼と9時台。村上幸司の代役として朝も担当していた。

### レギュラー
（出演曜日は番組終了時点。肩書きは出演当時、☆は解説として出演）
月曜日
- 北村森（元日経トレンディ編集長）2012.4.2-2013.3.25
- 清水孝幸（東京新聞編集局政治部次長）☆ 2012.4.2-9.24

火曜日
- 篠田恵里香（アディーレ法律事務所弁護士）2012.4.3-9.25
- 龍野建一（共同通信編集委員）☆ 2012.4.3-9.25
- 石塚義之（アリtoキリギリス。「チェックライブ!」中継）2012.4.3-9.25
- まちゃまちゃ（お笑い芸人、よしもと所属）2012.10.2-2013.3.26

水曜日
- 荒武祐子（オズモール編集長）2012.4.4-9.26
- 吉岡逸夫（東京新聞社会部記者）☆ 2012.4.4-9.26
- ボビー・オロゴン（タレント）2012.10.3-12.26
- 石山蓮華（モデル・タレント。「まずはスープから…」中継）2012.10.4-12.27（木曜日）→2013.1.9-3.27（水曜日）[8]

木曜日
- 遠藤諭（アスキー総合研究所所長）2012.4.5-9.27
- 角田光男（東京都市大学講師）☆ 2012.4.5-9.27
- モニカ（モデル・タレント）2012.10.4-2013.3.28

金曜日
- 有村昆（映画評論家・コメンテーター、元日本テレビ報道キャスター丸岡いずみの夫）2012.4.6-2013.3.29
- 松井学（東京新聞編集局経済部記者）☆ 2012.4.6-9.28

番組開始当初、レギュラーコメンテーターとしてドン小西（ファッションデザイナー）が出演予定の一人に挙がっていた。

## 主なコーナー・特集

### 毎日
- ニュース・天気・交通・鉄道情報
- 芸能情報

7時22分および7時39分（水曜日は7時42分）、最新の芸能ニュースを2部に分けて紹介。ただし日によっては、前日未紹介の芸能ニュースを取り上げる場合もある。
- イケメンSELECTION ぶっかけ男子 2012.10.1-2013.3.29

毎日、若手男性俳優1名が登場し、忙しい現代人向けに簡単な卵かけご飯の作り方をレクチャーする。2011年11月中旬より改題。

### 月曜日
- トレンドチェック 2012.4.2-9.24

北村森が最新トレンドを紹介。昼にも再編集版で放送。
- 北村森のヒットの森 2012.10.1-2013.3.25

北村森が、注目のトレンド・新商品に迫る。タイトルロゴはかつてTBS系で放送していたニュース番組に酷似している。
- TOKYO HEADLINE

### 火曜日
- チェックライブ!（中継コーナー）2012.4.3-9.25

生中継。石塚義之（アリtoキリギリス）が東京都内各所に出向きリポートする。
- まちゃまちゃのまちゃズバッ! 2012.10.2-2013.3.26

まちゃまちゃが、現在注目の人物に生インタビューする企画。タイトルは同時間帯の裏番組のパロディー。

### 水曜日
- ファッション&グルメ 2012.4.4-9.26

雑誌オズモールと連動し最新のファッション&グルメ情報を紹介。
- 突撃!こども朝査隊 2012.10.3-12.26

ボビー・オロゴンが隊長（ナビゲーター）となり、毎回、子供2名を会社や工場等に派遣し「大人の社会」を子供目線でリポートしてもらう。
- 石山蓮華のまずはスープから…（中継コーナー）2012.10.4-12.27（木曜日）→2013.1.9-3.27（水曜日）

石山蓮華が、東京都内の人気スポットやイベント会場などへ毎週1か所に出向き、中継リポートを行う。名前にちなんだマイレンゲを持って出かけ、主にスープで始まるメニューを試食する。
2012年10月4日から木曜日のコーナーとして開始され、2013年1月9日から水曜日に移動した。
なお2013年1月30日、2月6日の放送では中継ではなく、八田とともに福島県で全編ロケを行った回を前後篇に分けて放送。また3月13日にも岩手県でロケを行った回が放送された。この場合、通常は中継で登場する石山はスタジオにも生出演している。

### 木曜日
- 東京ITニュース 2012.4.5-2012.9.27

アスキー総研所長の遠藤諭が最新IT事情を解説。
- Moni Moni モニカのモニモニ ランキング 2012.10.4-2013.3.28

レコチョクの楽曲配信ダウンロードランキングと、毎週異なるテーマのランキングを発表。

### 金曜日
- 最新書籍ランキング 2012.4.6-2012.9.28
- 週替わりランキング 2012.4.6-2012.9.28
- 有村昆の映画業界ランキング（リマスター版） 2012.4.6-2012.9.28

1週間の最新映画の興行収入ランキングと、お薦めの最新映画の見所を紹介する。2012年10月5日より「〜リマスター版」となった。

## タイムテーブル
| 時間 | 月曜日                                                      | 火曜日                                                      | 水曜日                                                      | 木曜日                                                      | 金曜日                                                      |
| ---- | ----------------------------------------------------------- | ----------------------------------------------------------- | ----------------------------------------------------------- | ----------------------------------------------------------- | ----------------------------------------------------------- |
| 7:00 | オープニング                                                | オープニング                                                | オープニング                                                | オープニング                                                | オープニング                                                |
| 7:01 | 道路交通情報・鉄道情報・ニュース・天気情報                  | 道路交通情報・鉄道情報・ニュース・天気情報                  | 道路交通情報・鉄道情報・ニュース・天気情報                  | 道路交通情報・鉄道情報・ニュース・天気情報                  | 道路交通情報・鉄道情報・ニュース・天気情報                  |
| 7:15 | TOKYOインフォメーション（提供：東京都）                     | TOKYOインフォメーション（提供：東京都）                     | TOKYOインフォメーション（提供：東京都）                     | TOKYOインフォメーション（提供：東京都）                     | TOKYOインフォメーション（提供：東京都）                     |
| 7:22 | 芸能情報①                                                   | 芸能情報①                                                   | 芸能情報①                                                   | 芸能情報①                                                   | 芸能情報①                                                   |
| 7:27 | 天気情報                                                    | 天気情報                                                    | 天気情報                                                    | 天気情報                                                    | 天気情報                                                    |
| 7:29 | 第2オープニング／交通・鉄道情報 ※ここで三重テレビが飛び乗り | 第2オープニング／交通・鉄道情報 ※ここで三重テレビが飛び乗り | 第2オープニング／交通・鉄道情報 ※ここで三重テレビが飛び乗り | 第2オープニング／交通・鉄道情報 ※ここで三重テレビが飛び乗り | 第2オープニング／交通・鉄道情報 ※ここで三重テレビが飛び乗り |
| 7:30 | 最新ニュース                                                | 最新ニュース                                                | 石山蓮華 中継①                                              | 最新ニュース                                                | 最新ニュース                                                |
| 7:36 | ぶっかけ男子                                                | ぶっかけ男子                                                | 7:35 最新ニュース                                           | ぶっかけ男子                                                | ぶっかけ男子                                                |
| 7:39 | 芸能情報②                                                   | 芸能情報②                                                   | ぶっかけ男子                                                | 芸能情報②                                                   | 芸能情報②                                                   |
| 7:42 | 北村森の ヒットの森                                         | まちゃ ズバッ!                                              | 芸能情報②                                                   | モニモニ ランキング                                         | 有村昆の 映画業界〜                                         |
| 7:50 | TOKYO H.L                                                   | まちゃ ズバッ!                                              | 石山蓮華 中継②                                              | モニモニ ランキング                                         | 有村昆の 映画業界〜                                         |
| 7:56 | 天気情報・エンディング                                      | 天気情報・エンディング                                      | 天気情報・エンディング                                      | 天気情報・エンディング                                      | 天気情報・エンディング                                      |
| 7:59 | 番組終了                                                    | 番組終了                                                    | 番組終了                                                    | 番組終了                                                    | 番組終了                                                    |

## タイトルロゴ
- 前期（2012年4月 - 9月）

スマートフォンをイメージしたもので、背面に上から赤色、オレンジ色、緑色、青色のアイコンが1列に4個ずつ並び、前面上段にCHECK TIME、下段にチェックタイムの文字が配置されている。
- 後期（2012年10月 - 番組終了まで）

白色の太い縁取りに丸書体でCHECK[改行]TIME。Cの部分が文字と同じ色の丸囲みとなっている。Cの下とTIMEの左隣部分に、紅白のストライプの太い波線がある。

## オープニング・CM明け映像

### オープニング
- 前期（2012年4月 - 9月）

丸の内、皇居周辺や東京スカイツリー等のライブ映像を背景に、ポップかつリズミカルなメロディーに乗せて「CHECK TIME チェックタイム」のタイトルロゴが現れる。その後スタジオに画面が切り替わる。
- 後期（2012年10月 - 番組終了まで）

水中の泡のCGを背景に「CHECK TIME」のロゴが現れ、バックが白くなり、スタジオへとフェードしていく。

### CM明け映像
朝7時台のみで使用され、半蔵門や丸の内・皇居のお天気カメラの映像で、画面左下にタイトルロゴを小さく表示。BGMは主に番組テーマ曲の一部分を使用。

## お昼のチェックタイム
2012年4月2日の番組開始時から9月28日まで、平日午前11:30-12:00に放送していた本番組の昼版で、それまで11:30-40にあった「TOKYO MX NEWS」の枠を拡大する形で放送されていた。朝の放送と一部内容が異なっていた。本枠及びスポットニュース（午前9時台）はTOKYO MX第1スタジオとは別のスタジオからの放送となっており、半蔵門からのお天気カメラの映像とのクロマキー合成を使用していた。

### 出演者
キャスター
- 波佐間崇晃 - 村上幸司が担当する場合もあった。

アシスタントキャスター
- 小泉恵未（TOKYO MXアナウンサー）
- 三田涼子（TOKYO MXアナウンサー）

解説
- 田代尚機（マーケティングアナリスト）- 火曜日「チャイナ・なう」
- 日下真美（アートナビゲーター）- 水曜日「美術館へ行こう!」
- 東野ひろあき（放送作家）- 金曜日「つながり通信」

### コーナー
- チャイナ・なう（火曜日）

田代尚機が中国の今を詳しく解説。
- Hawaii情報局（水曜日）

ハワイ州観光局協力によるハワイの最新情報。
- 美術館へ行こう!（木曜日）

美術検定1級の資格を持つアートナビゲーター、日下真美が東京都内で開かれる美術展を紹介。現在は18時台の『TOKYO MX NEWS』木曜日のコーナーとして放送している。
- つながり通信（金曜日）

東日本大震災復興支援の取り組みを紹介。

## スタッフ
- 制作協力：JCTV
- 制作著作：TOKYO MX